# Christian Estrup
Christian Estrup (født 18. marts 1939 i Pindstrup, død 4. september 1995 i København) var en dansk civilingeniør og dr.merc.
Han var søn af kammerherre, cand.jur. Niels Rudolph Estrup og Thalia Louise baronesse Wedell-Wedellsborg (1905-1996) samt bror til nationaløkonomen Hector Estrup og skovrideren Vilhelm Estrup. Han var medejer af Skaføgård 1967-71 og senere ejer af ejendommene Vesterskoven og Rådved-Kjærsgaard.
Han er begravet på Holmens Kirkegård.

## Forfatterskab
- Investeringer i dansk industri, 1972.
- Den danske kemiske industri, 1973.
- (sammen med H.M. Martinsen): Fremmedarbejderne som faktor i dansk økonomi, 1973.
- Børsens Råvarehåndbog, 1975.
- Køb og salg af virksomhed, en praktisk vejledning, 1985.
- Udlandets overtagelse af danske virksomheder, 1989 (disputats)